# Alexander S. Kechris
Alexander Sotirios Kechris (en grec moderne : Αλέξανδρος Σωτήριος Κεχρής, né le 23 mars 1946) est un mathématicien américain d'origine grecque, spécialiste de la théorie des ensembles et de logique mathématique, travaillant au California Institute of Technology.

## Biographie
Kechris étudie à l'université technique d'Athènes, où il obtient en 1969 un diplôme en Génie mécanique et électrique.
Kechris obtient un Ph.D. en 1972 à l'université de Californie à Los Angeles sous la direction de Yiannis N. Moschovakis avec une thèse intitulée « Projective Ordinals and Countable Analytic Sets ». En 1972-1974 est Moore Instructor au Massachusetts Institute of Technology. Il est professeur assistant au California Institute of Technology de 1974 à 1981, puis professeur à partir de 1981.

## Contributions
Les thèmes de recherche de Kechris couvrent les fondations des mathématiques, la logique mathématique et la théorie des ensembles dans leurs interactions avec l'analyse et les systèmes dynamiques. Kechris a apporté des contributions à la théorie des relations d'équivalence de Borel (en) et à la théorie des groupes d'automorphismes de structures non dénombrables.

## Honneurs et distinctions
- 1986 : Conférencier invité au congrès international des mathématiciens à Berkeley[2]
- 1998 : Gödel Lecturer ; titre de la conférence Current Trends in Descriptive Set Theory.
- 2003 : Prix Karp, avec Greg Hjorth pour leur travail commun sur les relations d'équivalence de Borel[3]
- 2003 : Bourse Guggenheim
- 2004 : Tarski Lecturer ; titre de la conférence New Connections Between Logic, Ramsey Theory and Topological Dynamics[4]
- 2012 : Conférencier invité au congrès européen de mathématiques à Cracovie[5]
- 2012 : Inaugural Fellow  de l'American Mathematical Society[6].
- 2017 : Trjitzinsky Memorial Lectures, Université de l'Illinois à Urbana-Champaign
- 2018 : Rademacher Lectures, Université de Pennsylvanie.

## Publications (sélection)
- A. S. Kechris, Classical Descriptive Set Theory, New York, Springer-Verlag, coll. « Graduate Texts in Mathematics » (no 156), 1995, xviii + 404 (ISBN 978-0-387-94374-9, DOI 10.1007/978-1-4612-4190-4).
- H. Becker et A. S. Kechris, The descriptive set theory of Polish group actions, Cambridge University Press, coll. « London Mathematical Society Lecture Note Series » (no 232), 1996 (ISBN 9780511735264, DOI 10.1017/CBO9780511735264).
- C. Ward Henson, J. Iovino, A. S. Kechris et E. Odell, Analysis and logic, Cambridge University Press, coll. « London Mathematical Society Lecture Note Series » (no 262), 2002, x+267 (ISBN 0-521-64861-0).
- A. S. Kechris, Global Aspects of Ergodic Group Actions, American Mathematical Society, coll. « Mathematical Surveys and Monographs » (no 160), 2010, 237 p. (ISBN 978-0-8218-4894-4)[7]..
- A.S. Kechris, V.G. Pestov et S. Todorcevic, « Fraïssé limits, Ramsey theory and topological dynamics of automorphism groups », Geometric and Functional Analysis, vol. 15, no 1,‎ 2005, p. 106-189.